# Calligenethlon watsoni
Calligenethlon watsoni è un tetrapode estinto appartenente agli embolomeri. Visse nel Carbonifero superiore (circa 318 - 315 milioni di anni fa) e i suoi resti fossili sono stati ritrovati in Nordamerica.

## Descrizione
Questo animale doveva avere un corpo abbastanza allungato, una lunga coda e zampe piuttosto corte ma robuste, soprattutto se rapportate a quelle di altri generi affini come Eogyrinus o Pholiderpeton. Il cranio era dotato di corna tabulari sottili, di un muso ristretto anteriormente e di orbite ovoidali. Resti fossili attribuibili a Calligenethlon indicano che il corpo era relativamente allungato ma non quanto quello dei generi quasi coevi europei già citati, e che le sue vertebre possedevano sia intercentri completi a forma di disco sia intercentri a mezzaluna e aperti dorsalmente nella serie vertebrale presacrale, caso unico tra gli embolomeri. Si suppone che Calligenethlon potesse superare il metro di lunghezza.

## Classificazione
Calligenethlon watsoni venne descritto per la prima volta nel 1934 da Margaret Steen, sulla base di resti fossili incompleti provenienti dal giacimento di Joggins, in Nuova Scozia (Canada). Successivi ritrovamenti nello stesso giacimento sono stati attribuiti alla stessa specie (Godfrey et al., 1990). Calligenethlon è un rappresentante degli embolomeri, un gruppo di tetrapodi rettiliomorfi dalle abitudini solitamente acquatiche. In particolare, Calligenethlon appartiene agli eogirinidi, che includono gli embolomeri più grandi e maggiormente legati all'ambiente acquatico. 

## Paleobiologia
I resti fossili di Calligenethlon sono stati ritrovati all'interno di tronchi fossili di grandi licopodiali, come la maggior parte dei tetrapodi rinvenuti nel giacimento di Joggins; durante il Carbonifero superiore, periodicamente la parte bassa dei tronchi veniva sommersa dalle alluvioni e parecchi strati di fango e foglie marcescenti provocavano la morte dell'albero, i cui tessuti interni si dissolvevano. Gli spazi vuoti, diventi profondi "buchi" cilindrici, erano ben presto riempiti da altri detriti, che finivano per attirare insetti e piccoli vertebrati. Attirati da queste prede, animali come Calligenethlon finivano per cadere in queste trappole naturali, non riuscendo a risalire e finendo per trovare la morte. La fossilizzazione, in queste condizioni, è risultata perfetta. Calligenethlon rappresenta il tetrapode di maggiori dimensioni finora rinvenuto all'interno di questi tronchi. Al contrario della maggior parte degli eogirinidi, Calligenethlon doveva avere quindi abitudini più spiccatamente terrestri.